# Dichromodes liospoda
Dichromodes liospoda är en fjärilsart som beskrevs av Edward Meyrick 1890. Dichromodes liospoda ingår i släktet Dichromodes och familjen mätare. Inga underarter finns listade i Catalogue of Life.